# Stížnost pro porušení zákona
Stížnost pro porušení zákona je mimořádný opravný prostředek, jímž ministr spravedlnosti žádá Nejvyšší soud o přezkoumání pravomocného rozhodnutí soudu nebo státního zástupce z důvodu jeho tvrzené nezákonnosti. Soud může na návrh ministra nebo i bez něj přerušit nebo odložit výkon trestu, než o stížnosti rozhodne. Účastník řízení tímto opravným prostředkem nedisponuje, může dát pouze ministru spravedlnosti neformální podnět k jejímu podání.
Jde také o opravný prostředek, který lze využít pouze v trestním řízení, ačkoli v letech 1951–1992 byla zakotvena i pro civilní proces (účastníci občanskoprávního řízení jí tehdy též nedisponovali, podat ji mohl pouze generální prokurátor nebo později i ministr spravedlnosti). Do trestního řízení se dostala o rok dříve, v roce 1950.

## Řízení o stížnosti
Stížnost pro porušení zákona může být podána ve prospěch nebo v neprospěch obviněného. Pouze proti výroku o trestu ale jen tehdy, pokud je uložený trest ve zřejmém nepoměru k povaze a závažnosti trestného činu či k poměrům pachatele nebo pokud je ve zřejmém rozporu s jeho účelem. Podání stížnosti pro porušení zákona není omezeno žádnou lhůtou. Pokud ale podaná stížnost pro porušení zákona nebyla odůvodněna, je ministr spravedlnosti povinen ji odůvodnit do 14 dnů od jejího podání. Ministr spravedlnosti je povinen ve stížnosti pro porušení zákona mj. uvést, zda ji podává ve prospěch nebo v neprospěch obviněného.
Nejvyšší soud o ní rozhoduje především ve veřejném zasedání za účasti státního zástupce Nejvyššího státního zastupitelství, případně i pověřeného zástupce ministra spravedlnosti, a pokud shledá, že zákon porušen byl, vysloví tuto skutečnost rozsudkem, ale napadené rozhodnutí zruší jen tehdy, pokud byl porušen v neprospěch obviněného. Nové rozhodnutí je pak vydáno na základě závazného právního názoru Nejvyššího soudu a nemůže být znovu rozhodnuto v neprospěch obviněného.

## Problematičnost stížnosti
Protože jde o opravný prostředek, kterým disponuje pouze ministr spravedlnosti, jakožto reprezentant jen jedné procesní strany – státu, dospěl v roce 2001 Ústavní soud k závěru, že jí jsou dotčena práva obviněného na „rovnost zbraní“. Vzhledem k tomu zrušil mj. ustanovení § 272 trestního řádu, které umožňovalo v případě porušení zákona ve prospěch obviněného napadené rozhodnutí zrušit. Nejvyššímu soudu tak pro takové případy zbyla pouze možnost vyslovit porušení zákona tzv. „akademickým výrokem“, ale napadené rozhodnutí ponechat v platnosti.
V roce 2004 Ústavní soud zpochybnil její legitimitu dalším obsáhlým nálezem, v němž se pozastavil nad tím, že Nejvyšší soud vyhovuje relativně mnohem vyššímu počtu stížností pro porušení zákona než dovolání, a judikoval, že je hrubým porušením práva na spravedlivý proces, jestliže soudy odkazují obviněného s jeho námitkami do řízení o opravném prostředku, jímž sám nedisponuje. Uvažuje se proto nad tím, že v připravovaném novém trestním řádu by byla součástí dovolání nebo zvláštní kasační stížnosti, a podat by ji tak mohl i obviněný.